# Dennis Ritchie
Dennis MacAlistair Ritchie, ameriški računalnikar, * 9. september 1941, Bronxville, New York, ZDA, † okoli 12. oktober 2011, Berkeley Heights, New Jersey, ZDA.
Ritchie je s svojim delom pomembno vplival na razvoj sodobnega računalništva. Najbolj znan je po razvoju programskega jezika C ter operacijskega sistema UNIX (skupaj s takratnim sodelavcem pri AT&T Bellovih laboratorijih, Kenom Thompsonom), za kar je bil tudi večkrat nagrajen. Splošno je bil znan po svojem uporabniškem imenu dmr.

## Življenje in delo
Ritchiejev oče, Alistair E. Ritchie, je bil dolgo časa kot znanstvenik zaposlen v Bellovih laboratorijih in soavtor dela The Design of Switching Circuits o teoriji preklopnih vezij. Ritchie se je kasneje s starši preselil v Summit v New Jersey, kjer je tudi končal srednjo šolo. Leta 1963 je na Univerzi Harvard diplomiral iz fizike in uporabne matematike. Štiri leta kasneje je doktoriral iz uporabne matematike pod mentorstvom Patricka Fisherja z dizertacijo Program Structure and Computational Complexity. Že med študijem pa se je izkazalo, da ga bolj kot fizika in matematika, zanima računalništvo. Leta 1967 je začel delati za Računalniško raziskovalno središče Bellovih laboratorijev (Bell Labs Computing Sciences Research Center)
Med študijem je sodeloval pri razvoju operacijskega sistema Multics. Kasneje, ko so se Bellovi laboratoriji leta 1968 umaknili iz razvoja Multicsa, so člani raziskovalne skupine že iskali druge možnosti razvoja preprostega operacijskega sistema, ki bi imel podporo spletne skupnosti. Tako je nastala zamisel o operacijskem sistemu UNIX. Kmalu po začetku razvoja Unixa je začel tudi z razvojem programskega jezika C ter skupaj z Brianom Kernighanom napisal knjigo z naslovom Programski jezik C (The C Programming Language), ki še danes velja kot eden izmed boljših priročnikov za spoznavanje tega jezika.
Za svoje delo je prejel številne nagrade, predvsem za razvoj programskega jezika C ter operacijskega sistema UNIX.

Po večletnem boju z rakom prostate in boleznijo srca so ga 12. oktobra 2011 v njegovem domu našli mrtvega. Živel je sam, saj ni imel žene in otrok. Prijatelji se ga spominjajo kot »tihega genija«. Teden dni pred njegovo smrtjo je umrl tudi Steve Jobs, čigar novice o smrti so zasenčile vest o izgubi »resnično velikega uma«. Današnjega računalništva si ne moremo misliti brez Ritchiejevega prispevka k razvoju operacijskega sistema Unix in nastanku programskega jezika C.